# Cervera del Llano
Cervera del Llano es un poblado municipio español de la provincia de Cuenca, en la comunidad autónoma de Castilla-La Mancha.

## Geografía
Forma parte de la comarca de La Mancha Conquense, si bien se encuentra en la transición entre la llanura manchega y las primeras elevaciones de la Serranía. Se sitúa a 57 kilómetros de la capital provincial, a una altitud de 898 sobre el nivel del mar. La Autovía del Este atraviesa este municipio entre los kilómetros 136 y 145.
| Noroeste: Villares del Saz | Norte: San Lorenzo de la Parrilla | Nordeste: San Lorenzo de la Parrilla |
| Oeste: Villares del Saz    |                                   | Este: Belmontejo                     |
| Suroeste: Montalbanejo     | Sur: La Hinojosa                  | Sureste: Olivares del Júcar          |

## Demografía
Cervera del Llano cuenta con una población de 209 habitantes (INE 2024).
| Gráfica de evolución demográfica de Cervera del Llano entre 1842 y 2021 |
| |
| Población de derecho según los censos de población del INE Población de hecho según los censos de población del INEEn estos censos se denominaba Cervera: 1842, 1857, 1860, 1877, 1887, 1897, 1900 y 1910 |

## Administración y política
| Periodo   | Nombre                       | Partido |
| --------- | ---------------------------- | ------- |
| 1983-1987 | José María Abad Romero       | PSOE    |
| 1987-1991 | José María Abad Romero       | PSOE    |
| 1991-1995 | José María Abad Romero       | PSOE    |
| 1995-1999 | Julio Mena Dámez             | PP      |
| 1999-2003 | Julio Mena Dámez             | PP      |
| 2003-2007 | Julio Mena Dámez             | PP      |
| 2007-2011 | Miguel Ángel Ortega Valencia | PP      |
| 2011-2015 | Miguel Ángel Ortega Valencia | PP      |
| 2015-2019 | Pedro Álvarez Santos         | PSOE    |
| 2019-2023 | Pedro Álvarez Santos         | PSOE    |
| 2023-act. | Pedro Álvarez Santos         | PSOE    |

## Prehistoria
La aparición de distintos útiles de sílex en varias zonas del término municipal de Cervera del Llano, y la ubicación de al menos cinco yacimientos, la mayoría de ellos sin excavar, muestran el asentamiento de diferentes tipos humanos durante la Prehistoria en esta zona.
Debido a la falta de excavaciones en la zona, aparecen muchos problemas a la hora de datar los diferentes yacimientos. De los que se tiene más información es del que aparece en el cerro Gurugú y del Recuenco; este último excavado y estudiado principalmente por Margarita Díaz-Andreu. Gracias a esos estudios, y a la colaboración de D. Vicente Martínez Millán, sabemos algo más del pasado más lejano de Cervera.
Los yacimientos del Gurugú y del Recuenco, se datan durante la Edad del Bronce. El primero de ellos correspondería al Bronce Inicial, y el segundo al Bronce Medio. Cuando las sociedades se van haciendo más complejas, cambian los patrones de asentamiento que ahora son en cerros (carácter defensivo), la agricultura pasa a ser poli cultivo mediterráneo para asegurarse la cantidad necesaria de cereal con el que mantener a la comunidad. Además de todo esto destaca la aparición de murallas en distintos yacimientos de la zona, como es el caso del Recuenco, lo que afirma la hipótesis de la defensa contra incursiones de otros habitantes de territorios vecinos.
Pasando ya a los estudios realizados en los dos yacimientos excavados de Cervera, nos centramos primero en el Gurugú: Los primeros pobladores de nuestro pueblo, de los que tenemos" datos oficiales" aparecen ya en la Edad del Bronce Inicial en el cerro Gurugú, donde nos encontramos un yacimiento con estructuras defensivas y que ocupaba unos 900 m². En él había una torre central ovalada separada por un pasillo de unos 10 metros de ancho de una muralla que lo rodeaba.
La ubicación de este yacimiento responde a otros patrones además, del defensivo, ya que está situado en el lugar que mejores tierras posee para, la agricultura, porque los hombres del Bronce, eran agricultores y ganaderos, y sus patrones de asentamiento correspondían a la búsqueda de tierras aptas para estos fines donde poder asentarse. Hay que destacar también que su ubicación cerca de fuentes cercanas (la fuente de la Piñuela, la del Rubio o la de Mariano, a unos 500metros), lo aprovisionarían de agua. Según Díaz-Andreu la situación de este yacimiento del Gurugú y su radio de acción, son los que harían que se concentrase el poder político en él durante el Bronce Inicial.
Ya en el valle de Cervera del Llano, nos encontramos con El Recuenco que ocupa una extensión de 1.417 m².
Datado en el Bronce Medio, su nivel de ocupación llega hasta la Primera Edad del Hierro (las fechas de ocupación según Díaz-Andreu serían 1830, 1690, 1290 y 1460 a. C.). Aparecen en él estructuras que pueden considerarse defensivas; se han documentado al menos dos lienzos de muralla en la zona noreste, ya que las otras tres partes no necesitaban defensa debido a la pendiente que lo aísla. En este yacimiento se ha documentado una vivienda dentro del recinto defensivo y cuyo interior se hallaba compartimentado. En cuanto a los materiales cerámicos destacan ollas, cuencos y jarras datados hacia 1.460 a.c.. Los materiales óseos son bastante escasos: dos puntas de flecha y un punzón. Por último, en este apartado de "enseres domésticos y útiles de caza", hay que hablar de los materiales líticos encontrados que Iestán formados por un par de hachas de piedra pulimentadas, un trozo de molino, dientes de hoz y un par de puntas de flecha.
La economía del Recuenco, y por lo tanto de los yacimientos cercanos a él y cuyos niveles de ocupación datarían de las mismas fechas, era de base ganadera principalmente, pero no hay que olvidar que tenía una parte agrícola, datada por a la aparición de dientes de hoz y por el análisis de las semillas encontradas en este yacimiento:- cebada, trigo, habas, lino, olivo y encina. La ganadería viene confirmada con la aparición de restos, también en el mismo yacimiento de oveja y cabra. Subsistían también de la caza, principalmente ciervo y conejo; y ya estaban acompañados estos primeros hombres de perros, datado s también en este yacimiento. Como curiosidad podemos añadir que se han encontrado también restos de ratones en el Recuenco, lo que reafirma la hipótesis de la agricultura, ya que éstos, en estado salvaje, suelen vivir en los cultivos y asociados al hombre; por último hay que añadir que se han encontrado restos de berberecho, lo que explicaría el comercio con otros yacimientos más o menos cercanos.
Con estos datos sabemos que los cazadores-recolectores que habitaron en Cervera del Llano durante la Edad del Bronce, adoptaron animales domésticos, cazaron animales pequeños o medianos y conservaban y almacenaban alimentos para asegurarse su alimentación, supervivencia y su propia seguridad.

## Historia
De la antigüedad de esta villa no existen dudas, ya que dentro de su término se encuentra el yacimiento arqueológico de la Edad del Bronce "El Recuenco" declarado Monumento Histórico-Artístico de carácter nacional.
Pero si los vestigios antiguos son dignos de mención, es en la Edad Media, cuando esta villa alcanza su máximo esplendor. Del primer personaje histórico del que se tiene conocimiento es el de un tal Don Pero o Pedro Suárez de Pedrola, a quien pertenecía Cervera en las postrimerías del siglo XIV, concretamente allá por el año 1390. Este señor, Don Pedro Suárez de Pedrola, dejó en su testamento la Villa, el castillo y la fortaleza de Cervera a su hijo del mismo nombre y apellidos: Pedro Suárez de Pedrola.
Otro caballero, Juan Carrillo de Huete, le discutió sus derechos pero llegaron a un acuerdo que consistió en que Don Pedro Suárez vendió sus derechos sobre Cervera a Don Juan Carrillo en la suma total de 50.000 maravedíes. A partir de la adquisición por Juan Carrillo de la fortaleza, el castillo - conocido como "Castillo Blanco"- y la villa de Cervera, fueron sucesivamente adquiridos por diversos personajes; así Juan Carrillo se vio obligado a venderla a su paisano Don Diego Hurtado de Mendoza, marqués de Cañete, poco después de haberla adquirido, por la cantidad de 250.000 maravedíes.
Los marqueses de Cañete, Diego Hurtado de Mendoza y su mujer, Leonor de Guzmán, regalaron la villa de Cervera a su yerno Don Rodrigo Manrique, gran maestre de la Orden de Santiago, Conde de Paredes, comendador de Segura, señor de la villa de Ocaña y sobre todo padre del gran poeta Jorge Manrique.
Cervera estuvo en poder de Don Rodrigo muy poco tiempo, unos días después de haber tomado posesión, la vendió a otro señor llamado Gutierre de Cárdenas, el cual contrajo numerosas deudas y para garantizar el pago, dio en prenda la villa de Cervera y como no las pagó, el señor Lope de Barrientos, su acreedor, que era obispo de Cuenca, se quedó con ella y más tarde, en el año 1450 se la vendió por la suma total de 300 000 maravedíes a Alonso Álvarez de Toledo.
En este año se fundó en Cervera un mayorazgo. Este mayorazgo se creó para uso y disfrute de su hijo Juan Álvarez de Toledo, regidor perpetuo de Cuenca y su procurador en las Cortes de La Coruña.
Más tarde, a finales del siglo XVIII, el Mayorazgo se convirtió en Condado por el sexto descendiente, Juan Nicolás Álvarez de Toledo y Borja Parada, que por aquel entonces era alcaide del castillo de Alcaraz y de la fortaleza de Enguídanos; dado que asistió a las Cortes de 1790, otorgándosele el título de conde mediante cédula real de 10 de marzo de 1790.
Fue el segundo conde, desde el 2 de septiembre de 1807, Pascual Álvarez de Toledo y Merino, entusiasta defensor de la patria en la guerra de la Independencia.
Muerto este, le sucedió su hijo Baltasar, tercer conde, el 11 de agosto de 1827, el cual, alejado por completo de la vida pública, se consagró al cuidado de la hacienda en el retiro de Cervera. Por fallecimiento de Baltasar, le sucedió, el 1 de diciembre de 1854, su hija María Luisa, y a la muerte de esta cuarta poseedora, en octubre de 1870, heredó el título con todas las pertenencias anejas, su joven hijo Jesús Sáiz Albornoz y Álvarez de Toledo.
Hasta la reforma de la nomenclatura municipal de 1916 el municipio se llamaba simplemente Cervera. En dicha fecha su nombre fue modificado por el de Cervera del Llano.
El 25 de octubre de 1922 se expidió Real Carta de Sucesión de Alfonso Sáiz y López Valdemoro. El 3 de junio de 2003 le sucedió su hija María Dolores Sáiz Muñiz.

## Economía

### Evolución de la deuda viva
El concepto de deuda viva contempla sólo las deudas con cajas y bancos relativas a créditos financieros, valores de renta fija y préstamos o créditos transferidos a terceros, excluyéndose, por tanto, la deuda comercial.
| Gráfica de evolución de la deuda viva del ayuntamiento entre 2008 y 2014                             |

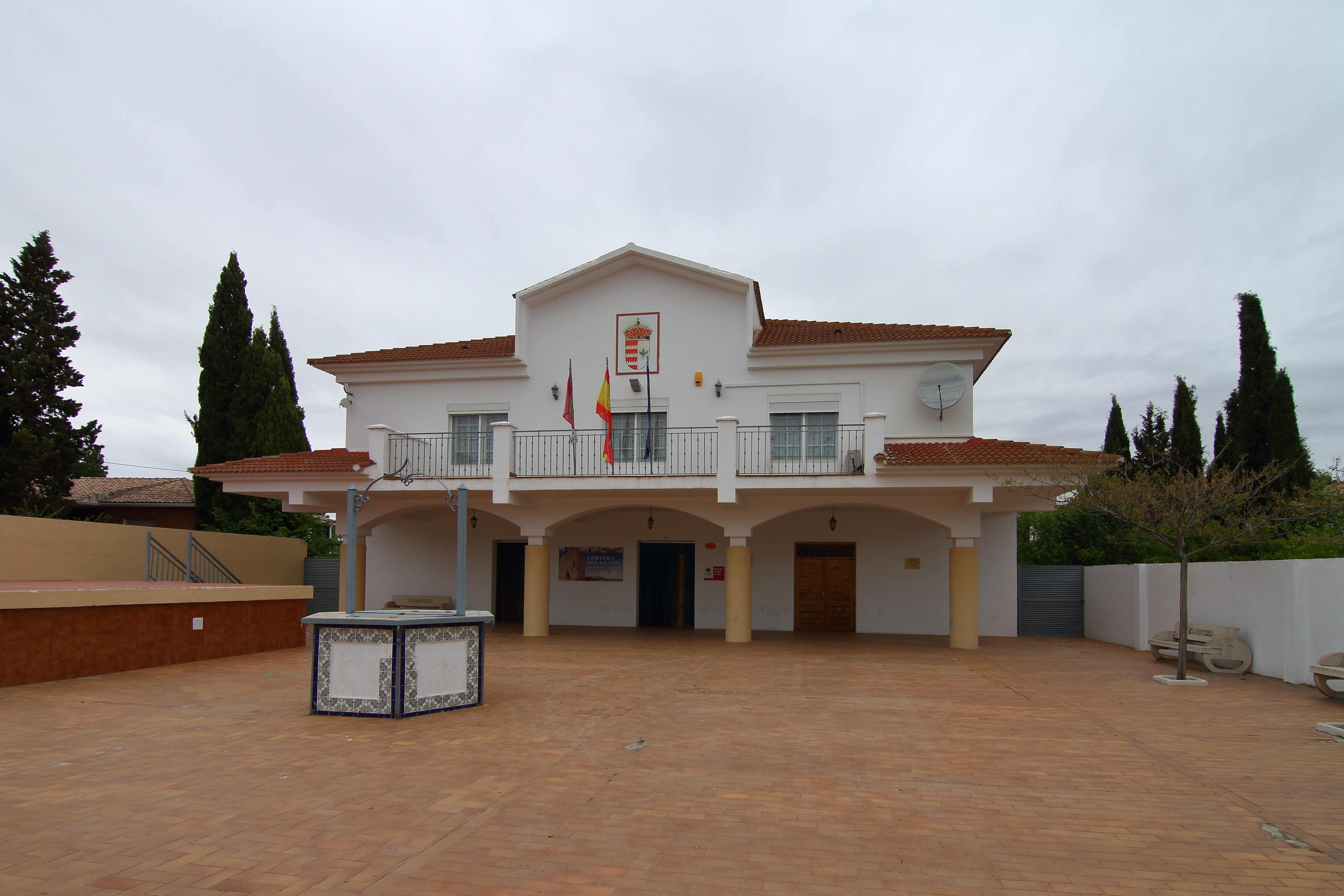
Ayuntamiento

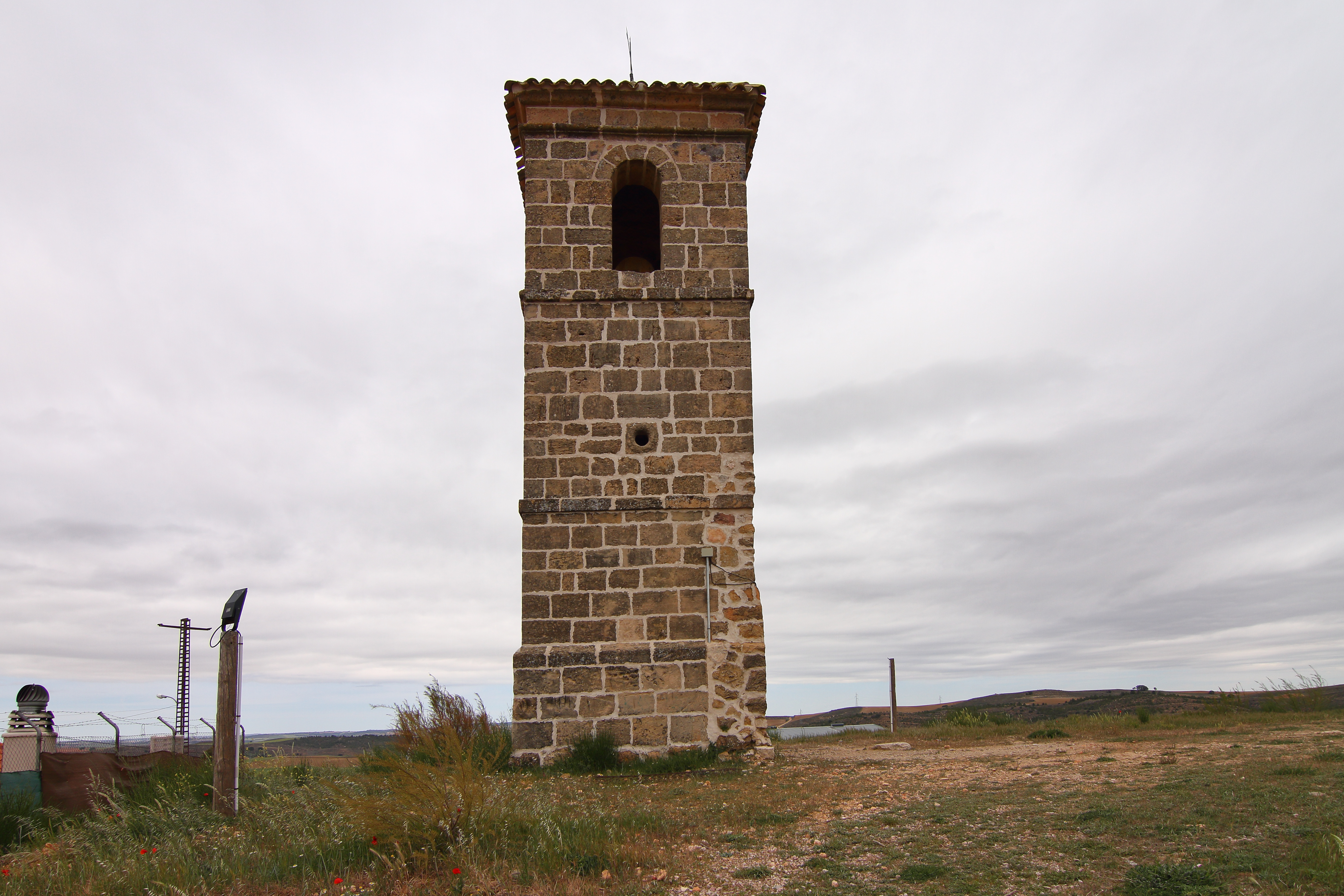
Ermita de San Tiburcio

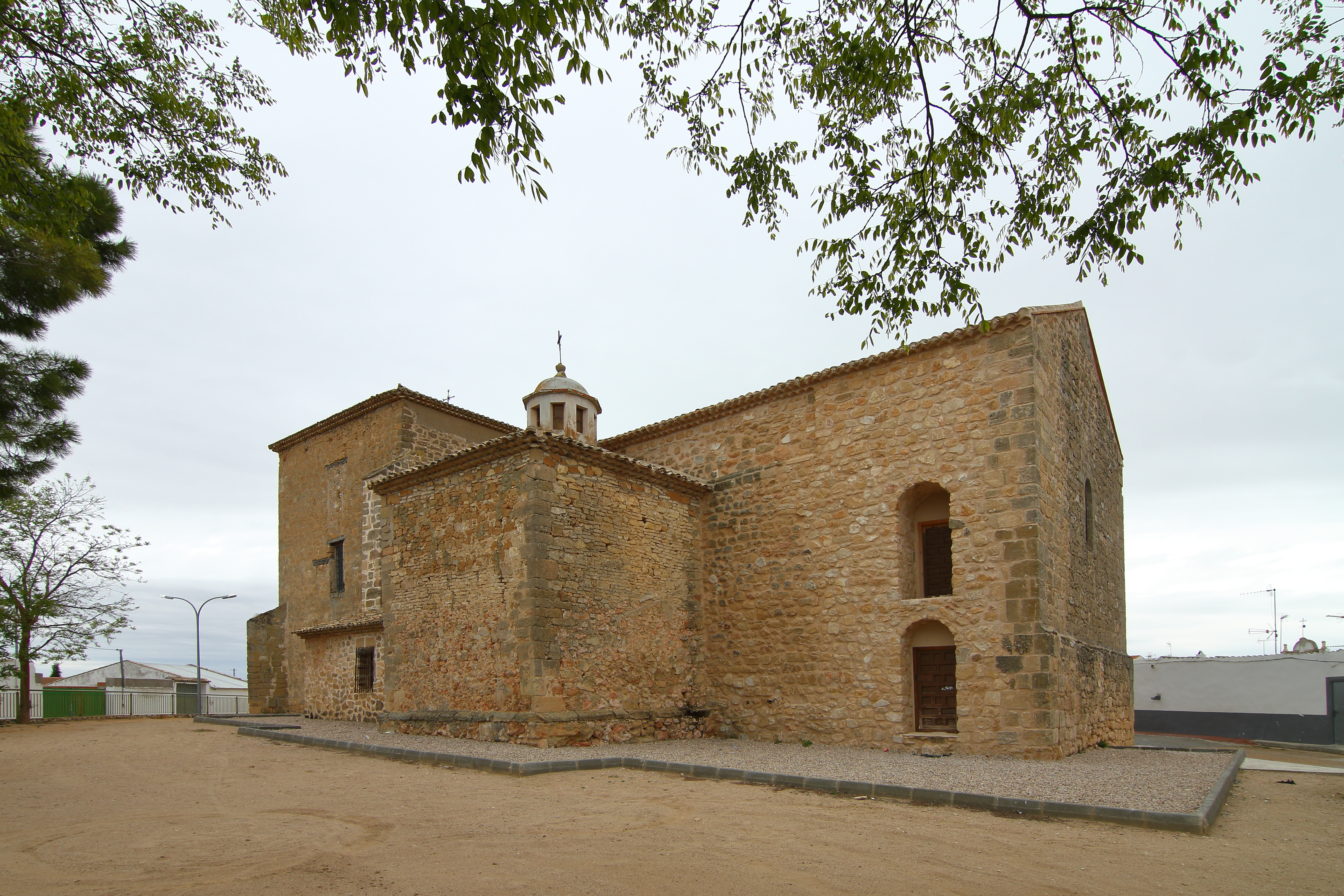
iglesia de San Pedro Apóstol

| |
| Deuda viva del ayuntamiento en miles de Euros según datos del Ministerio de Hacienda y Ad. Públicas. |

## Monumentos
- Iglesia de San Pedro Apóstol
- el calabozo
- el santo tiburcio